# Независна културна сцена Србије
Независна културна сцена Србије представља динамичан и хетероген скуп организација, иницијатива, уметничких група и појединаца који делују у области културе и уметности изван традиционалних државних или јавних институција. Ова сцена игра важну улогу у промовисању културне разноликости, иновативних уметничких пракси, критичког мишљења и друштвеног ангажмана.

## Дефиниција и карактеристике
Независна културна сцена обухвата актере који своје програме и пројекте реализују првенствено кроз сопствене иницијативе, често уз финансирање путем пројеката, донација, страних фондова или, у мањој мери, сопствених прихода. Кључне карактеристике независне сцене укључују:
- Аутономија деловања: Независност у односу на државне културне политике и институционалне оквире, што омогућава већу слободу у избору тема и уметничких приступа.
- Иновативност и експеримент: Често је простор за нове, алтернативне и експерименталне уметничке форме и праксе.
- Друштвена ангажованост и критички приступ: Многе организације и уметници са независне сцене баве се актуелним друштвеним питањима, људским правима, маргинализованим групама и критичким преиспитивањем стварности.
- Флексибилност и мобилност: Мање формалне структуре омогућавају брже реаговање на промене и потребе у друштву и култури.
- Развој нове публике: Кроз специфичне програме и приступе, независна сцена често привлачи нову и млађу публику.
- Међународна сарадња: Актери независне сцене често су веома активни у међународној сарадњи и умрежавању.

## Историјски развој (кратак преглед)
Зачеци независне културне сцене у Србији могу се пратити још у периоду СФРЈ, кроз деловање неформалних уметничких група и алтернативних простора. Међутим, њен значајнији развој и видљивост почињу током 1990-их година, као одговор на политичку и друштвену кризу, ратове и изолацију. У том периоду, независне иницијативе постају важни простори слободног изражавања, критичког деловања и очувања веза са међународном сценом. Након 2000. године, долази до даљег развоја и професионализације независног сектора у култури.

## Актери независне културне сцене
Независну културну сцену Србије чини велики број различитих актера:

### Организације и мреже
- Асоцијација Независна културна сцена Србије (НКСС): Основана 2011. године, представља највећу мрежу организација, иницијатива и појединаца из области савремене културе и уметности у Србији. НКСС се залаже за унапређење положаја независне сцене, јачање њених капацитета и видљивости, као и за развој културне политике.[3]

### Независни културни центри и простори
Ови простори су кључни за реализацију програма независне сцене:
- Центар за културну деконтаминацију (ЦЗКД) (Београд): Основан 1995. године, представља важан простор за критичко мишљење, дебату, савремену уметност, позориште и теорију.[4]
- Културни центар Рекс (Београд): Историјски један од кључних центара за алтернативну и независну културу, посебно током 1990-их и 2000-их (првобитно под окриљем Радија Б92).
- Магацин у Краљевића Марка (МКМ) (Београд): Просторно-ресурсни центар који подржава рад бројним организацијама и уметницима са независне сцене.[5]
- Оставинска галерија (Београд): Просторно-продукцијска иницијатива која подржава младе и неафирмисане уметнике.
- Квака 22 (Београд): Уметнички простор и колектив.
- Бројни други мањи простори, галерије и иницијативе у Београду и другим градовима Србије.

### Уметничке групе и иницијативе
- Дах театар: Истраживачки центар за позоришну уметност из Београда, основан 1991. године. Познат је по свом експерименталном и друштвено ангажованом позоришту, перформансима, радионицама и међународној сарадњи.[6]
- Културни елемент: Организација из Београда, основана 2011. године, посвећена промоцији уметности и младих уметника, организацији културних догађаја (попут Међународног такмичења соло певача "Лазар Јовановић"), пројеката из области културног наслеђа и едукације.[7][8]
- Различите неформалне уметничке групе, позоришне трупе, музички састави и пројектне иницијативе које делују у оквиру независне сцене.

## Области деловања и програмски фокус
Независна културна сцена Србије активна је у широком спектру уметничких дисциплина:
- Извођачке уметности: Савремено позориште, перформанс, савремени плес, експериментални театар.
- Ликовне уметности: Савремено сликарство, скулптура, графика, инсталације, видео арт.
- Мултимедијални пројекти и дигитална уметност.
- Музика: Алтернативна музика, експериментална музика, електронска музика, џез.
- Филм: Независна филмска продукција, документарни филм, кратки филм.
- Књижевност: Независно издаваштво, књижевне вечери, промоција мање афирмисаних аутора.
- Теорија и критика: Организовање дебата, предавања, радионица и издавање публикација које се баве критичким промишљањем културе и друштва.

Програмски фокус је често на иновативности, експерименту, интердисциплинарности, друштвеној релевантности и ангажованости.

## Значај и утицај
Независна културна сцена Србије, упркос често тешким условима рада, даје значајан допринос укупном културном животу:
- Промовише културну разноликост и плурализам уметничких израза.
- Подстиче иновације и експериментисање у уметности.
- Омогућава простор за критичко промишљање друштвених феномена.
- Развија нову публику и подстиче партиципацију грађана у култури.
- Доприноси децентрализацији културе кроз активности изван великих градских центара.
- Јача међународну културну сарадњу и видљивост српске савремене уметности у свету.

## Изазови и перспективе
Актери независне културне сцене у Србији суочавају се са бројним изазовима, међу којима су:
- Недостатак стабилног и одрживог финансирања: Ослањање на пројектно финансирање, ограничен приступ јавним фондовима.[9]
- Недостатак адекватних простора за рад и презентацију.
- Недовољна видљивост у медијима и широј јавности.
- Неадекватан правни и административни оквир за деловање организација цивилног друштва у култури.
- Потреба за јачањем капацитета самих организација (менаџмент, прикупљање средстава).

Перспективе развоја независне сцене леже у јачању њеног утицаја на креирање културне политике, већој подршци од стране државних и локалних власти, развоју алтернативних модела финансирања, као и у даљем умрежавању и сарадњи актера на домаћој и међународној сцени.